# Шероховатость поверхности

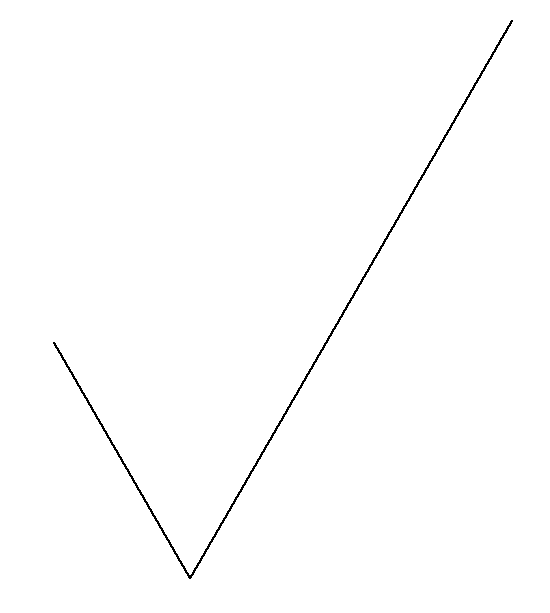

Шероховатость поверхности — совокупность неровностей поверхности с относительно малыми шагами на базовой длине. Измеряется в микрометрах (мкм). Шероховатость относится к микрогеометрии твёрдого тела и определяет его важнейшие эксплуатационные свойства. Прежде всего износостойкость от истирания, прочность, плотность (герметичность) соединений, химическая стойкость, внешний вид. В зависимости от условий работы поверхности назначается параметр шероховатости при проектировании деталей машин, также существует связь между предельным отклонением размера и шероховатостью. Исходная шероховатость является следствием технологической обработки поверхности материала, например, абразивами. В результате трения и изнашивания параметры исходной шероховатости, как правило, меняются.

## Параметры шероховатости
Исходная шероховатость является следствием технологической обработки поверхности материала. Для широкого класса поверхностей горизонтальный шаг неровностей находится в пределах от 1 до 1000 мкм, а высота — от 0,01 до 10 мкм. В результате трения и изнашивания параметры исходной шероховатости, как правило, меняются, и образуется эксплуатационная шероховатость. Эксплуатационная шероховатость, воспроизводимая при стационарных условиях трения, называется равновесной шероховатостью.

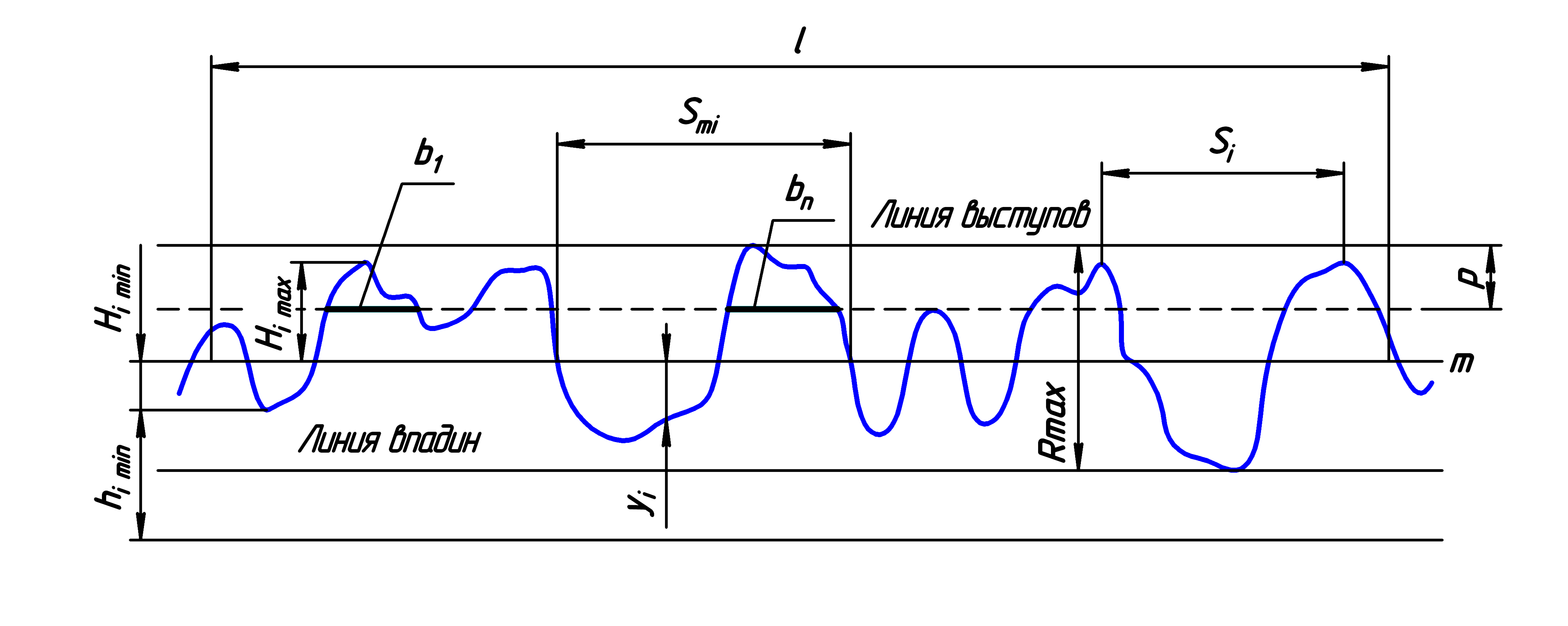
Нормальный профиль и параметры шероховатости поверхности.

На рисунке схематично показаны параметры шероховатости, где:
{\displaystyle l} — базовая длина; {\displaystyle m} — средняя линия профиля; {\displaystyle S_{mi}} — средний шаг неровностей профиля; {\displaystyle S_{i}} — средний шаг местных выступов профиля; {\displaystyle H_{i\ max}} — отклонение пяти наибольших максимумов профиля; {\displaystyle H_{i\ min}} — отклонение пяти наибольших минимумов профиля; {\displaystyle h_{i\ max}} — расстояние от высших точек пяти наибольших максимумов до линии, параллельной средней и не пересекающей профиль; {\displaystyle h_{i\ min}} — расстояние от низших точек пяти наибольших минимумов до линии, параллельной средней и не пересекающей профиль; {\displaystyle R_{max}} — наибольшая высота профиля; {\displaystyle y_{i}} — отклонения профиля от линии {\displaystyle m}; {\displaystyle p} — уровень сечения профиля; {\displaystyle b_{n}} — длина отрезков, отсекаемых на уровне {\displaystyle p}.
Высотные параметры:
- Ra — среднее арифметическое из абсолютных значений отклонений профиля в пределах базовой длины;{\displaystyle R_{a}={\frac {1}{l}}\int \limits _{l}^{0}\left|y_{i}\right|\,dx}

- Rz — наибольшая высота профиля, сумма высоты наибольшего выступа профиля и глубины наибольшей впадины профиля в пределах базовой длины {\displaystyle l};
- Rmax — полная высота профиля, сумма высоты наибольшего выступа профиля и глубины наибольшей впадины профиля в пределах длины оценки;

Шаговые параметры:
- Sm — средний шаг неровностей;
- S — средний шаг местных выступов профиля;
- tp — относительная опорная длина профиля, где p — значения уровня сечений профиля из ряда 10; 15; 20; 30; 40; 50; 60; 70; 80; 90 %.{\displaystyle tp={\frac {1}{l}}\sum _{i=1}^{n}b_{i}}

Ra, Rz и Rmax определяются на базовой длине l, которая может принимать значения из ряда 0,01; 0,03; 0,08; 0,25; 0,80; 2,5; 8; 25 мм.
Параметр Ra является предпочтительным.

## Способы измерения
ISO 8503 определяет требования по определению компараторов профиля, который предназначен для визуального и тактильного сравнения стальных поверхностей, очищенных абразивоструйным способом. Компараторы профиля поверхности используются на строительных площадках для оценки шероховатости поверхности перед нанесением красок и других подобных продуктов или перед другими видами защиты поверхности.
- Визуальный (сравнение по образцам)[2].
- Бесконтактный (при помощи микроскопа)[3].
- Контактный (профилометр)[4].